# Улица Петра Панча (Киев)
Улица Петра Панча (укр. Вулиця Петра Панча) — улица в Оболонском районе города Киева. Пролегает от улицы Бережанская до тупика, исторически сложившаяся местность (район) Приорка и Минский массив.
Нет примыкающих улиц.

## История
Новая улица проложена в 1980-е годы. 17 мая 1989 года улица получила современное название — в честь украинского советского писателя и редактора Петра Иосифовича Панченко, согласно Решению исполнительного комитета Киевского городского совета депутатов трудящихся № 440 «Про наименование новых улиц города Киева» («Про найменування нових вулиць м. Києва»). 
Улица застраивалась 9-16-этажными домами в процессе строительства микрорайона № 3 Минского массива (вместе с Полярной и Бережанской) в период 1989-1990 годы.

## Застройка
Улица пролегает в восточном направлении. 
Непарная сторона улицы занята многоэтажной жилой (10-16-этажные дома) застройкой — микрорайон № 3 Минского массива — и учреждениями обслуживания. Парная сторона — многоэтажной жилой (10-16-этажные дома) застройкой и коммунальными предприятиями. 
Учреждения:
1. дом № 7А — детсад № 580
2. дом № 7Б — Оболонский районный центр занятости
3. дом № 8 — гаражно-строительный кооператив «Лыбедь»